# Ctenogobius saepepallens
Ctenogobius saepepallens (Gilbert & Randall, 1968) é uma espécie de peixe marinho da família Gobiidae que ocorre no Oceano Atlântico ocidental, da Flórida, EUA ao sul do Brasil. 

## Distribuição geográfica
Ctenogobius saepepallens é uma espécie neotropical que ocorre no Oceano Atlântico ocidental norte, desde o sul da Florida, nos Estados Unidos da América, até o sul de Santa Catarina, no Brasil, incluindo o golfo do México e o Caribe. 

## Morfologia
Ctenogobius saepepallens é um peixe pequeno de cerca de 5 cm de comprimento, de corpo alongado, dorsalmente de cor cinza claro, com a parte ventral esbranquiçada e uma fileira mediana de traços pretos, frequentemente alternados com pequenas manchas pretas. Possui também uma linha preta vertical atravessando o olho.

## Ecologia
Habitat – Ctenogobius saepepallens é um gobiídeo que habita os fundos arenosos,  próximos à recifes de rocha e coral, bancos de ervas marinhas e manguezais, em águas tropicais e subtropicais do oceano atlântico oeste, em profundidades de até 40 metros. 
Alimentação – a espécie é carnívora e alimenta-se principalmente de copépodes, seguidos por ostracodes e, em quantidades menores, de foraminíferos, crustáceos decápodes e isópodes.
Simbiose – gobiídeos associam-se a um, normalmente dois, ou mais camarões alfeídeos compartilhando uma toca. O camarão constrói e mantém a toca, enquanto o gobi, com sua visão superior e sistema sensorial lateral, serve de sentinela. A entrada da toca geralmente é fixada por um arco de pedras, corais ou fragmentos de conchas e o camarão, ao sair da toca, pode manter contato com o gobi por meio de uma de suas antenas. Ao sentir um perigo, como primeiro sinal de alarme, o gobi recua colocando a cauda dentro da toca para impedir que o camarão emerja dela. Ele agita frenéticamente sua nadadeira caudal para transmitir ao camarão a mensagem de um possível perigo. Com a aproximação do predador, o gobi mergulha de cabeça na toca. 